# Via della Colonna
Via della Colonna si trova a Firenze e va da piazza della Santissima Annunziata (angolo con via Gino Capponi) a piazza d'Azeglio, angolo via Farini. Lungo il suo tracciato si innestano borgo Pinti e via della Pergola.

## Storia
Il tracciato storico è da riconoscere nel tratto da borgo Pinti a piazza della Santissima Annunziata, che si sa aperto nel 1318.
In questa zona di Firenze, piuttosto a ridosso delle mura, l'Arte della Lana possedeva almeno due tiratoi, quello "della pergola", che ha dato il nome a via della Pergola, e quello "della colonna", nei pressi di palazzo Ximenes-Da Sangallo all'incrocio con Borgo Pinti e caratterizzato dal grande sostegno in pietra che ne reggeva la tettoia e che finì per dare il nome al tratto di strada tra Borgo Pinti e via della Pergola ("via del tiratoio della Colonna", poi solo "via della Colonna"). All'epoca di Lorenzo il Magnifico la strada fu rinominata "via Laura a Pinti", intesa come via di lauro/Lorenzo, con la specificazione della zona per distinguerla da un tratto dell'attuale via dell'Agnolo pure chiamato "via Laura".
La parte da via della Pergola alla Santissima Annunziata si chiamava via Nuova degli Innocenti, dal vicino "Spedale". Anch'essa ebbe un nome successivo di matrice floreale, "via del Roseto" o "del Rosaio", e poi "via della Crocetta" dal monastero di Santa Maria della Croce che qui si affacciava (le cui monache portavano una croce rossa ricamata sulla veste), e che aveva finio per dare il nome anche all'attiguo palazzo della Crocetta.
L'ultimo tratto verso piazza d'Azeglio venne invece aperto solo tra il 1865 e il 1869, dopo la definitiva soppressione del monastero di Santa Maria Maddalena de' Pazzi (1866) che chiudeva la strada su borgo Pinti, e dopo i relativi espropri e demolizioni. Il tracciato della via fu così proseguito in modo da creare una nuova arteria di collegamento con il quartiere della Mattonaia e in modo particolare con l'area di piazza Massimo d'Azeglio, in piena espansione. Entro il 1870 il complesso conventuale fu quindi letteralmente tagliato in due su progetto complessivo dell'architetto Felice Francolini (secondo il piano regolatore interno della città redatto dall'ingegnere del Comune Luigi Del Sarto) e la strada proseguita in linea retta e unificata sotto la denominazione di via della Colonna.
Oggi l'ex-monastero, le cui monache si sono trasferite in zona Careggi, ospita il Liceo Michelangiolo.
Nella strada vissero numerosi artisti, che spesso abitarono in questa parte del centro. In particolare vi furono il Pontormo, che al numero 29 morì nel 1557 e, nel Settecento, l'architetto Gasparo Paoletti.

## Descrizione
I due tratti separati da borgo Pinti, quello antico e quello moderno, sembrano mantenere ancora oggi vita e carattere diversi, con il secondo animato dalla determinante presenza di tre grandi scuole di diverso grado, la Cairoli Alamanni, il liceo Michelangiolo e il liceo Guido Castelnuovo, il primo destinato a un ben più modesto passaggio di pedoni e di veicoli. Acuisce poi la differenza la diversa larghezza della carreggiata, decisamente più ampia nel tratto moderno, e la sua pavimentazione che, a differenza di quanto ci si potrebbe aspettare, è lastricata nella porzione moderna e asfaltata in quella antica.

### Edifici
| Immagine | N°      | Nome                                                  | Descrizione |
| -------- | ------- | ----------------------------------------------------- | --- |
|          | 1       | Scuola Cairoli Alamanni                               | Si tratta di un edificio di notevoli dimensioni, posto sull'angolo tra via Luigi Carlo Farini e via della Colonna, sulla quale guarda con il prospetto principale. Nonostante l'evidente pregio della fabbrica non sono state individuate notizie a indicare l'architetto progettista, mentre per quanto riguarda la sua erezione la si può facilmente collocare nel periodo tra il 1870 e il 1880, successivamente all'apertura della via e all'urbanizzazione della zona. L'edificio nacque con destinazione scolastica (scuola Cairoli), a rispondere alle esigenze di un'area residenziale in rapida espansione, ed ospita ancora oggi la scuola materna Cairoli Alamanni. |
|          | 2       | Villa Sepp                                            | Si tratta di un grande edificio in angolo con piazza d'Azeglio, con il fronte principale arretrato rispetto alla linea stradale e dai caratteri che lo qualificano propriamente come villa, eretto su progetto dell'architetto Giuseppe Carlo Calderini tra il 1869 e il 1870. Fu originariamente residenza dell'ambasciatore del Cile, Pietro Sepp, che tuttavia lasciò l'edificio in concomitanza con il trasferimento della capitale a Roma nel 1871. Il fronte principale della villa, che guarda a via della Colonna, è organizzato su due piani per cinque assi. Il fronte che guarda alla piazza, di quattro assi, presenta al piano terreno il parato a ricorsi di pietra in malta, e al piano superiore un terrazzo che mette in comunicazione le due finestre centrali. Attualmente la villa è sede dell'Istituto Sperimentale per lo Studio e la Difesa del Suolo. |
|          | 3-5-7-9 | Liceo Michelangiolo                                   | Il grande edificio nasce da un primitivo nucleo due trecentesco destinato a monastero e intitolato a Santa Maria Maddalena delle Convertite o delle Penitenti. Di questa costruzione permane traccia solo in due finestre archiacute interne oggi tamponate, ubicate nell'attuale Aula Magna, dato che l'antica preesistenza venne distrutta o comunque inglobata in un nuovo e più ampio monastero cistercense dipendente dalla badia a Settimo, definito probabilmente su progetto di Giuliano da Sangallo. Dopo una nuova campagna di lavori avviata a partire dal 1561, nel 1628 il complesso fu destinato ad ospitare le suore Carmelitane provenienti da San Frediano in Cestello (da cui la denominazione di Santa Maria degli Angioli di Cestello o, più brevemente, Cestello, dal 1669 mutata in Santa Maria Maddalena dei Pazzi) che promossero ulteriori e importanti cantieri di ampliamento. Nella seconda metà dell'Ottocento, dopo la definitiva soppressione del convento (1866), la struttura fu letteralmente tagliata in due dalla realizzazione dell'attuale proseguimento di via della Colonna. Sulla via l'edificio acquisì l'attuale facciata, che si caratterizza per il succedersi di diciannove ampie e alte arcate tamponate. |
|          | 6       | Villino Pellizzari                                    | L'edificio, sviluppato su tre piani per cinque assi, risulta edificato su progetto dell'architetto Giacomo Roster e realizzato tra il 1869 e il 1870. Il fronte presenta i consueti elementi cari al periodo, con l'immancabile balcone sopra il portone bugnato, le finestre a timpano triangolare al piano nobile, le cantonate sottolineate da bugne alternate, il ricco cornicione alla romana. A differenza di quanto accaduto per molti villini della zona, questo mantiene ancora sui due fianchi delle aree a verde, che lo riscattano dall'anonimato. |
|          | 10      | Liceo Scientifico Statale Guido Castelnuovo           | L'esteso edificio presenta una facciata organizzata su tre piani per sei assi, con un doppio portale centrale, segnato ai lati da semicolonne doriche e coronato da un lungo balcone servito da due finestroni. L'androne, chiuso da due porte riccamente intagliate, mostra invece un gusto proprio dei primi decenni del Novecento, con pitture murali di gusto neomedioevale (visibili limitatamente al soffitto ma presenti anche al di sotto dello scialbo delle pareti), con il giglio di Firenze e l'arme dei Savoia, da riferire al periodo nel quale l'immobile - precedentemente occupato dall'Istituto Nazionale per i Ciechi - fu destinato ad ospitare l'Istituto Tecnico Commerciale duca d'Aosta, già esistente come Scuola di Commercio dal 1876 ma qui trasferito oramai assunta la nuova denominazione nel 1937. Fuso l'Istituto duca d'Aosta nel 1999 con l'Istituto tecnico per geometri Gaetano Salvemini e quindi trasferito nella sede di via Giusti 27 (si veda), l'edificio è ora destinato a ospitare, come sede succursale, il Liceo Scientifico Statale Guido Castelnuovo. |
|          | 13      | Casa Paoletti                                         | La casa, architettonicamente modesta, è segnata da una memoria posta nel 1889 dai professori dell'Accademia e dal Collegio degli Ingegneri e Architetti e dedicata a Gasparo Maria Paoletti, qui morto nel 1813, "riguardato a ragione come il terzo restauratore dell'architettura greco-romana" (Fantozzi 1843). Qui aveva anche vissuto nel Cinquecento il Tribolo |
|          | 15      | Casa Cercignani                                       | L'edificio è identificabile con la casa Cercignani così ricordata da Federico Fantozzi nella sua Pianta geometrica della città di Firenze del 1843: "Qui abita da diversi anni a questa parte il cav. Maurizio Bufalini, nato in Cesena il 4 giugno 1787, ed eletto a Professore di Clinica interna nel R. Arcispedale di Santa Maria Nuova di questa città, il 27 aprile 1835". Nel suo disegno la facciata della casa, di quattro piani su due assi, non presenta elementi che la distinguano dalle altre della via riconfigurate nel corso dell'Ottocento. |
|          | 16      | Casa con pietrino                                     | La semplice casa su due assi mostra in facciata un pietrino riferibile alla compagnia di San Giovanni Battista dello Scalzo, antica proprietaria dell'edificio, che si riuniva in un oratorio in via Cavour. |
|          | 18      | Casa con stemma                                       | L'edificio su due assi per tre piano sopraelevati ha al centro della facciata uno stemma in pietra, molto consunto e di difficile identificazione. |
|          | 19      | Palazzo                                               | Si tratta di un elegante palazzo che, nonostante i rimaneggiamenti e le molte integrazioni agli elementi lapidei, mantiene una facciata di disegno cinquecentesco, estesa per quattro assi su tre piani più un mezzanino, quest'ultimo frutto di una più tarda soprelevazione. Il portone, decentrato, è incorniciato da bozze di pietra a rilievo, al pari di quanto accade con le finestre, allineate su una fascia marcadavanzale ugualmente di forte aggetto. Al centro del fronte è un bello scudo cinque seicentesco con il campo vuoto. |
|          | 20      | Casa con portale decorato                             | Il portale della casa al 20, dalla ghiera in pietra probabilmente antica, ha un'incisione sulla chiave di volta con un'artistico monogramma FA e una tavolozza con pennelli. Vi abitò forse un artista che doveva frequentare la vicina Accademia dei Belle Arti. |
|          | 22      | Casa con stemma                                       | La casa, dal prospetto più ornato di quelle vicine per la presenza di un finto bugnato al piano terra, ha sul portalino uno stemma inidentificato. |
|          | 26-28   | Casa                                                  | L'attuale edificio è nato dall'accorpamento di due precedenti case a schiera, per questo ci sono due portoni. La mancata simmetria al piano terra viene corretta nei piani rialzati con la creazione di una addizione di una falsa finestra centrale. Al centro del prospetto appare uno scudo con fascia su cui si appoggia un orso scusato con giglio fiorentino che tiene un tralcio di rose. |
|          | 29      | Casa di Jacopo Pontormo                               | Si tratta della casa costruita per propria abitazione da Jacopo Carucci detto il Pontormo, che vi morì nel 1557. Individuata sulla scorta delle notizie tratte dagli scritti di Giorgio Vasari e di Filippo Baldinucci (verificate con le fonti archivistiche), pervenne in seguito in un certo Chiazzola, e fu poi abitata dal pittore Gregorio Pagani. Attualmente il fronte, sviluppato su quattro piani, non sembra serbare traccia di queste antiche storie, essendo stato ridisegnato, peraltro in forme oltremodo semplici. |
|          | 31      | Casa                                                  | La palazzina, a cinque assi su tre piani, presenta una facciata ridisegnata nell'Ottocento, con il terreno arricchito per tutta l'altezza da un finto bugnato, e i piani superiori con le finestre allineate su ricorsi di pietra, secondo un disegno che rimanda a modi propri dell'architettura fiorentina tardo quattrocentesca, e che forse tramanda l'originaria configurazione della fabbrica. Al centro della facciata è uno scudo con un'arme non identificata, segnata da un castello turrito di due pezzi. |
|          | 34-36   | Chiesa e convento di Santa Maria degli Angiolini      | Nel 1507 un gruppo di sei nobili pie donne fiorentine acquistarono alcune case dal lanaiolo Dioniso di Clemente in via Laura, angolo via della Colonna, per dedicarsi alla vita religiosa ed alle opere caritatevoli. Si votarono alla regola domenicana e nel 1509 furono riconosciute nel terzo ordine da parte di Giulio II. In quell'anno avviò la costruzione della chiesa. Forse il nome venne scelto per riecheggiare quello del più grande e antico monastero di Santa Maria degli Angeli. Con l'avvicinamento di un numero di donne sempre crescente, l'edificio venne ampliato e trasformato in un vero e proprio monastero di clausura. Nel 1785, il Granduca Pietro Leopoldo, in una delle prime ondate di soppressioni monastiche, secolarizzò il monastero e lo trasformò in conservatorio. Oggi ospita nuovamente un gruppo di religiose. |
|          | 37      | Ingresso alla rete fognaria                           | Il grande portale contrassegnato dall'iscrizione "Emissario / Ingresso principale / 1868-1871" è uno degli ingressi alla rete idrica e fognaria sotterranea di Firenze, progettata da Giuseppe Poggi al tempo della Capitale, e che ha altri ingressi visibili presso Porta al Prato e Porta alla Croce. |
|          | 38      | Museo Archeologico Nazionale (palazzo della Crocetta) | Da questo lato (dove era l'originario accesso al Museo Archeologico) il palazzo della Crocetta si estende per ventiquattro assi su tre alti piani con un fronte ampio e severo, formando angolo con via Laura e, dalla parte opposta, proseguendo con il muro che delimita il suo giardino. Il palazzo fu costruito su un lotto di terreno già dello Spedale degli Innocenti con un cantiere aperto nel 1619, per ospitare la granduchessa Maria Maddalena de' Medici, sorella del granduca Cosimo II. Questa, nata "malcomposta", necessitava di una residenza adeguata al suo rango e al tempo stesso appartata, dotata di collegamenti aerei e sotterranei con i vicini insediamenti conventuali della Crocetta, degli Angiolini e, soprattutto, dell'Annunziata. Il progetto fu redatto da Giulio Parigi. Destinato nel 1880 a sede del museo Archeologico. |
|          | s.n.    | Volta degli Innocenti                                 | L'ultimo tratto della strada confina a sud con lo spedale degli Innocenti e sfocia in piazza Santissima Annunziata attraverso la volta degli Innocenti, un cavalcavia che collegava i due corpi di fabbrica dell'Istituto. La volta è decorata da un doppio stemma Medici-Lorena, dell'epoca di Ferdinando I e sua moglie Cristina di Lorena, oltre da due tondi con i tipici putti emblema dell'ospedale. Vi si trova inoltre una targa dei Signori Otto. |

### Lapidi
La strada è ricca di lapidi e iscrizioni.
Sul Liceo Michelangiolo una ricorda gli studenti Anna Maria Enriques Agnoletti, Enrico Bocci, Nathan Cassuto, Gianfranco Mattei e Mario Sbrilli, morti nella Guerra di Liberazione:
| ANNA MARIA ENRIQUES AGNOLETTI MEDAGLIA D'ORO AL VALOR MILITARE ALLA MEMORIA ENRICO BOCCI MEDAGLIA D'ORO AL VALOR MILITARE ALLA MEMORIA NATHAN CASSUTO MEDAGLIA D'ARGENTO AL MERITO CIVILE ALLA MEMORIA GIANFRANCO MATTEI MARTIRE DELLA LIBERAZIONE MARIO SBRILLI MEDAGLIA D'ORO AL VALOR MILITARE ALLA MEMORIA GIÀ STUDENTI DI QUESTO LICEO DURANTE LA GUERRA DI LIBERAZIONE 1943 - 1945 SCELSERO LA VIA DELLA RESISTENZA E DELLA LOTTA PER LA LIBERTÀ, LA GIUSTIZIA E LA DEMOCRAZIA CATTURATI DAI NAZIFASCISTI LA LORO GIOVANE VITA FU SPEZZATA IN CARCERE NEI CAMPI DI STERMINIO O SOTTO IL PIOMBO NEMICO IL COMUNE DI FIRENZE NEL 60° ANNIVERSARIO DELLA LIBERAZIONE 1945 - 2005 |

un'altra ricorda due ex-studenti morti nella guerra d'Etiopia, Luigi Michelazzi e Leonardo Magnani:
| LA FEDE NEI DESTINI IMPERIALI DELLA PATRIA EROICAMENTE SUGGELLARONO IN ETIOPIA COL GENEROSO OLOCAUSTO DELLA LORO GIOVINEZZA IL TEN. LUIGI MICHELAZZI MEDAGLIA D'ORO ED IL S.TEN. LEONARDO MAGNANI MEDAGLIA D'ARGENTO VOLONTARII DI GUERRA QUESTA SCUOLA CHE NE TEMPRÒ L'ANIMA A MAGNANIME IMPRESE NE TRAMANDA ORGOGLIOSA IL NOME E L'ESEMPIO 16 MAGGIO 1937 - XV - II |

All'11, vicino all'angolo con Borgo Pinti, una targa ricorda Pio VII e la sua visita al monastero delle monache del Cestello:
| PIVS VII. PONT. MAXIMVS POSTRID. NON. NOV. MDCCCIV MEMORIAS. S: M: MAGD: DE. PAZZIS ET B: M: BAGNESIAE: PIE. VENERATVS ADSTANTE. M: ALOYSIA. ETRVRIAE. REG: EARVNDEM. NVMINI. DICATISSIMA COENOB: VIRGINVM. D: S: M: IN CISTELLO OB. INSIGNEM. HONOREM. MARMOR: POSVIT. |

La traduzione è: "Pio VII Pontefice Massimo il 6 novembre 1804 venerò devotamente le reliquie di santa Maria Maddalena dei Pazzi e della beata Maria Bagnesi alla presenza di Maria Luisa regina di Etruria devotissima al culto delle medesime. Il monastero delle suore di Santa Maria in Cestello pose una lapide a ricordo dell'insigne onore".
Al 13 la targa nella cosa dove morì l'architetto Gaspero Maria Paoletti:
| A GASPERO PAOLETTI CHE IN SULLA METÀ DEL SECOLO XVIII FU MAESTRO E RIFORMATORE DELLA SCUOLA D'ARCHITETTURA IN FIRENZE USÒ GLI ARGOMENTI DELLA SCIENZA AD ESEGUIRE ARDIMENTOSE OPERE D'ARTE E IN TEMPI DI DEPRAVATO GUSTO ERESSE EDIFIZI MIRABILI PER LEGGIADRIA DI FORME E PURITÀ DI STILE MORTO IN QUESTA CASA IL XIX FEBB. DEL MDCCCXIII I PROFESORI ACCADEMICI E IL COLLEGIO DEGLI ARCHITETTI E INGEGNERI POSERO NEL MDCCCLXXXI |

A lato dell'ingresso del monastero di Santa Maria degli Angiolini si trova poi una targa dei Signori Otto che garantiva la quiete del cenobio, datata 1636:
| I SS · OTTO HANO PROIBITO OGNI SORTE DI GIVOCO INTORNO A QVESTO MONAST° 1636 |

Una quasi identica si trova su via Laura, dove c'era l'altro lato del monastero.
Altri due bandi targa simili, parzialmente illeggibili, si trovano sotto la volta degli Innocenti. Il primo è a metà della parete sud:
| LI·SS·OTTO·SOTTO·PENA DI SCVDI 2 E TRATTI·2·DI·FVNE·PROIBISONO TVTTI·IGIVOCHI·E·OGNISORTE DISPORCITIA·VICINO·ALLA· MVRAGLIA·DELLO·SPEDALE DEGLI INNOCENTI PER DIECI BRACCIA A TORNO - - - - - - - - - - - |

La trascrizione corrente è: «I Signori Otto, sotto pena di scudi 2 e tratti 2 di fune, proibisono
tutti i giochi e ogni sorte di sporcizia vicino alla muraglia dello spedale degli Innocenti per dieci braccia attorno [...] ]».
Il secondo, quasi illeggibile, è sul lato nord vicino a via della Colonna, e probabilmente, a giudicare dalle poche parole superstiti, è lo stesso bando di via degli Alfani 62:
LI SS OTTO SOTTO PENA DI SCVDI 2
E TRATTI 2 DI FVNE PROIBISCONO
TVTTI I GIVOCHI, E OGNI SORTE
DI SPORCITIA:VICINO:ALLA:
MVRAGLIA:DELLO:ISPEDALE:
DEGLI.INNOCENTI PER.DIECI
BRACCIA.ATORNO.DALLA.VIA
DEGLI.AGNOLI:ALLA VIA DELLA
CROCETTA.A D MDCXIII.